# Berende Izvor, Sofia
Berende Izvor (în bulgară Беренде Извор) este un sat în comuna Dragoman, regiunea Sofia,  Bulgaria. 

## Demografie
Componența etnică a satului Berende Izvor
     Bulgari (100%)
     Nicio identificare (0%)
     Altele (0%)
La recensământul din 2011, populația satului Berende Izvor era de 30 locuitori. Din punct de vedere etnic, majoritatea locuitorilor (100,0%) erau bulgari. Pentru 0,0% din locuitori nu este cunoscută apartenența etnică.